# Белведере (парк)
Вижте пояснителната страница за други значения на Белведере.
Белведере (на арабски: منتزه البلفيدير) е най-големият парк в град Тунис, столицата на Тунис.
Създаден е през 1892 година, като първоначално заема възвишение северно от града, дотогава маслинена градина, и е проектиран като английска градина. През 1901 година в парка е изградено казино, а през 1969 година е открит и зоопарк.